# Academia de Atenas

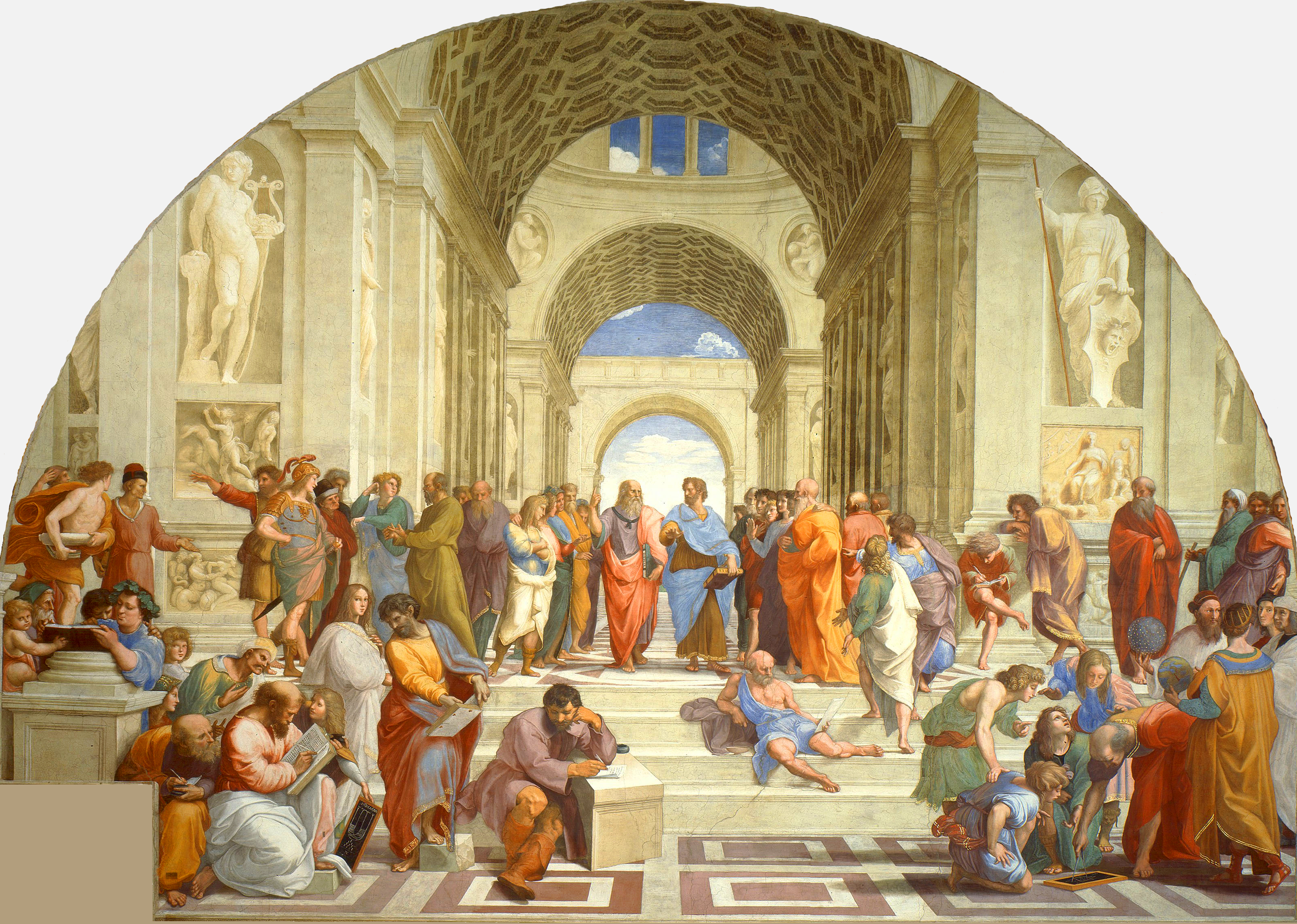
La escuela de Atenas, fresco de Rafael (1509-1510), uno de los conjuntos más grandiosos de la pintura renacentista, recoge las figuras de los filósofos y sabios de la Grecia clásica, además de otras personalidades no coetáneas como Averroes. En el centro de la composición se encuentra Platón, fundador de la Academia. En el primer plano, a la izquierda: Gramática, Aritmética y Música, a la derecha: Geometría y Astronomía y en lo alto de la escalinata Retórica y Dialéctica..

La Academia (en griego clásico, Ἀκαδήμεια Πλάτωνος; en griego moderno, Ακαδημία Πλάτωνος; en latín: Academia Platonis) fue la escuela filosófica fundada por Platón alrededor de 387 a. C. en los jardines de Academo fuera de los muros de Atenas. Destruida durante la primera guerra mitridática y refundada en 410 d. C., fue clausurada definitivamente por el emperador Justiniano en 529. Dedicada a investigar y a profundizar en el conocimiento, en ella se desarrolló casi todo el trabajo matemático de la época. También se enseñó medicina, retórica y astronomía. Sin embargo, su inclinación por los estudios matemáticos habría llevado a poner en el frontispicio de la Academia, según una tradición bastante discutida, la siguiente inscripción: «Ἀγεωμέτρητος μηδείς εἰσίτω» («Aquí no entra nadie que no sepa geometría»). Puede ser considerada como la primera universidad de Occidente.
La Academia tomó su impulso a partir de las enseñanzas de Sócrates, maestro de Platón, aunque centrada más en los aspectos metafísicos y especulativos. También habría sido importante la vertiente política —documentada en la República, las Leyes o la Carta VII—, por lo que algunos expertos han considerado la escuela como una «facultad de ciencias políticas» con el fin de formar a políticos profesionales. El programa de estudios tendría como base las disciplinas matemáticas y la astronomía, a semejanza de los pitagóricos; también habría compartido con estos últimos un afán por evitar que sus conocimientos fueran conocidos por personas ajenas a su selecto entorno. La organización de la escuela no sería jerárquica, sino que sus miembros vivían como un grupo de iguales que investigaban en común. Además, Platón no cobraba honorarios a los alumnos.
Para consagrarse mejor al estudio, sus miembros formaban una comunidad separada de la ciudad y basada en la amistad mutua, probablemente con la celebración de debates y comidas en común. La formación en la disciplina de la dialéctica (discusión de una tesis a través de preguntas y respuestas) resultaba decisiva, con el objeto de dominar —a través de la palabra y el razonamiento— el discurso político, pero no como mero ejercicio sofístico sino mediante una ascesis o transformación previa y de acuerdo con el logos (razón universal) compartido y acordado por los interlocutores. Todo ello conducía a la libertad de pensamiento entre sus miembros y, como resultado, a que no existiese una doctrina ortodoxa ni dogmas instituidos.

## Localización
En este lugar fuera de los muros, se encontraba un jardín de olivos y plátanos, y un gimnasio dedicado al antiguo héroe Academos. De aquí deriva el nombre de la palabra «Academia», una escuela que sería la vida intelectual de muchos durante los siguientes siglos. Había albergado ritos religiosos desde la Edad del Bronce, y allí Academo, que daría nombre al lugar, había dedicado culto a los Dióscuros Cástor y Pólux. Otras manifestaciones religiosas atenienses en este sitio estaban relacionadas con el culto a Prometeo y a Dioniso. Estaba en el camino, pasando el cementerio Cerámico, saliendo por la puerta doble (Dípilon) de la muralla. La Academia estaba situada en el noroeste, en el camino procedente de Eleusis a unos seis estadios (unos 1150 m) desde Atenas.

## Historia
Tuvo tres grandes períodos: 

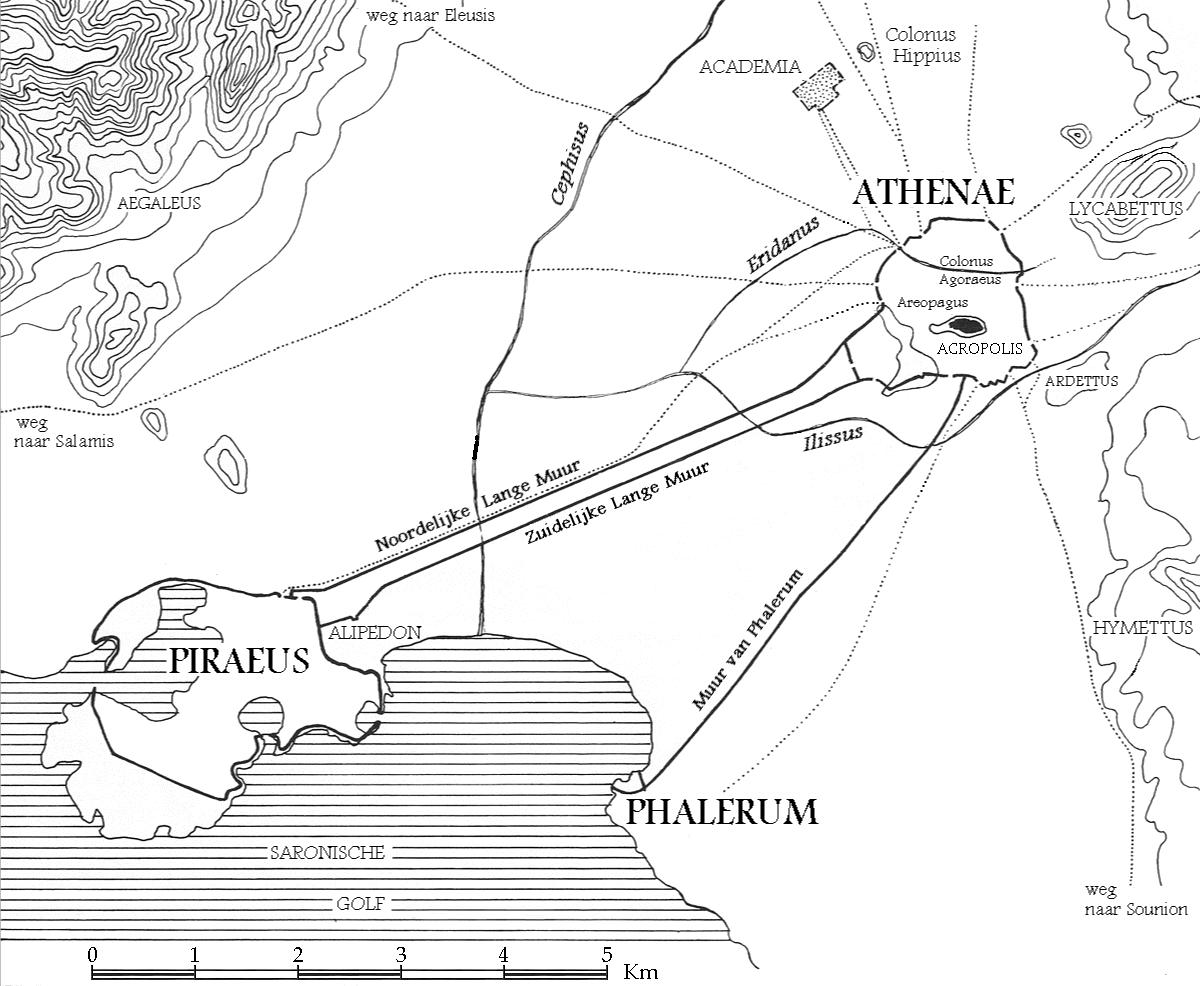
Mapa de la antigua Atenas. La Academia estaba situada al norte de la ciudad.

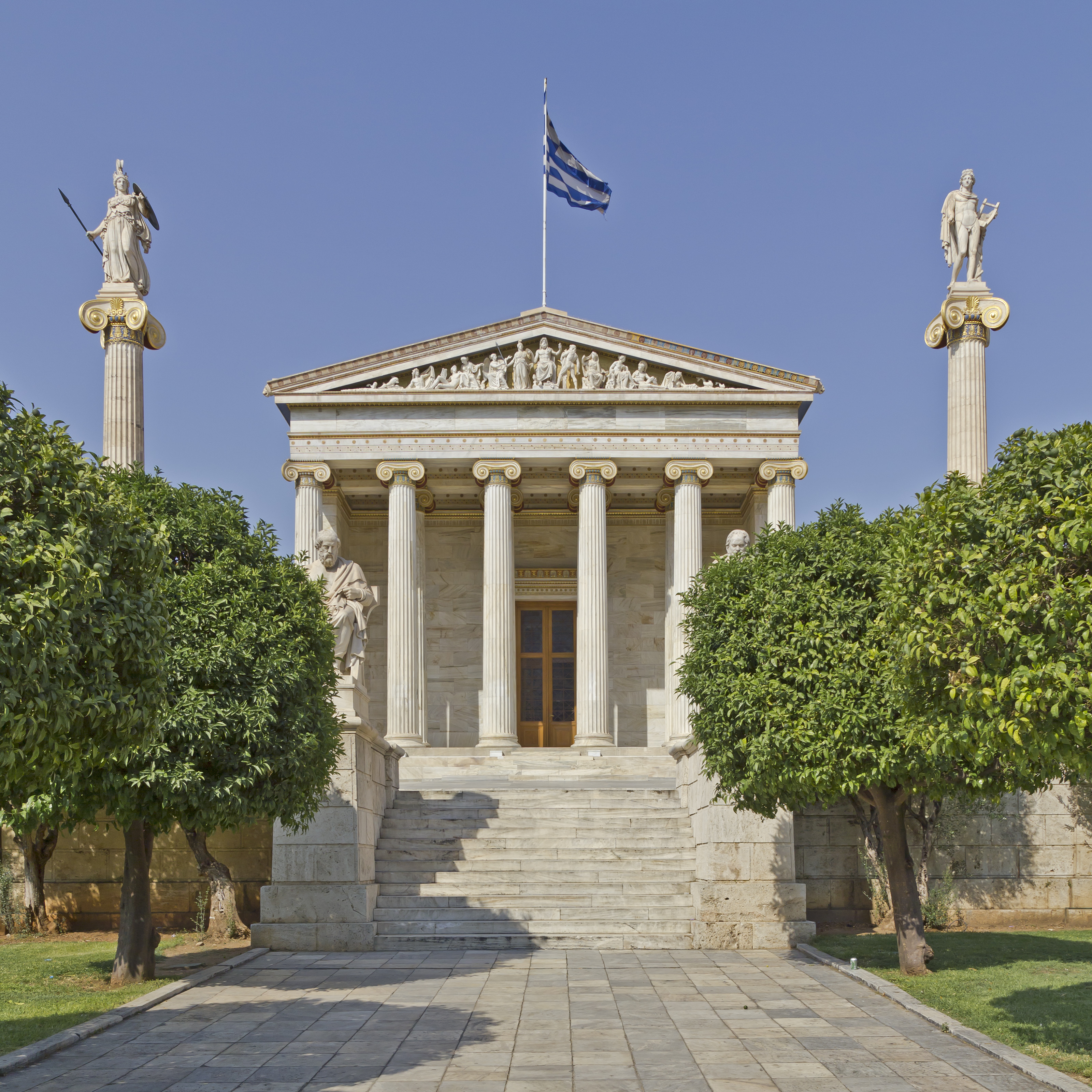
La moderna Academia de Atenas, diseñada por Theophil Hansen y completada en 1887.

- Academia antigua, integrada por los discípulos más cercanos a Platón y los subsiguientes hasta 260 a. C. aproximadamente. La formaban, entre otros discípulos: Espeusipo (sobrino de Platón), Xenócrates de Calcedonia, Polemón, Crates de Triasio, Crantor de Soli, Filipo de Opunte, Heráclides Póntico, Eudoxo de Cnido o Arquitas de Tarento (pitagórico también), cuya obra no se ha perpetuado, pero que seguían la doctrina de su maestro: que el conocimiento está basado en creencias verdaderas justificadas.
- Academia media, fundada y representada por Arcesilao de Pitana en 244 a. C. Se caracteriza por la vuelta al método socrático, mediante el empleo de la ironía, la interrogación y la duda en las controversias filosóficas. También predomina una inclinación escéptica en ella. Sobresale también Carnéades.
- Academia nueva, a partir de 160 a. C. y representada por Carnéades y/o Filón de Larisa, según los diferentes historiadores de la filosofía. Sin caer en un escepticismo absoluto, enseñaba que no se puede alcanzar más que lo probable, es decir, que es imposible tanto la certeza total como la incertidumbre completa. Con Antíoco de Ascalón toma un giro ecléctico.

Hay quien admite incluso una cuarta y una quinta Academia, cuyos representantes serían Filón de Larisa y Antioco de Ascalón, más cercanos a las doctrinas de Platón, que intentaron conciliar con el estoicismo.

## Alumnos
- El más famoso de los alumnos de Platón fue Aristóteles, aunque luego abrió su propio centro de enseñanza, el Liceo.
- Eudoxo de Cnidos, genial matemático y astrónomo que desarrolló un modelo planetario.
- Heráclides Póntico, astrónomo y seguidor de las teorías de Pitágoras.
- Políticos y dirigentes como Dion de Siracusa, Pitón y Heráclides de Eno (ambos hermanos) o Menedemo de Pirra, según Plutarco. Otro consejero formado en la Academia, Calipo de Siracusa, fue muerto en dicha ciudad tras haber asesinado a su vez al tirano Dion.[5]
- También estudiaron allí, entre otros, el emperador Juliano, Basilio de Cesarea y Gregorio Nacianceno en la década del 350. Estos dos últimos, cristianos y teólogos, unieron a sus enseñanzas cristianas la idea de que la cultura clásica debía respetarse.

## Clausura
Damascio el Diádoco reorganizó la escuela neoplatónica a la muerte de Proclo (485), dedicando su vida al estudio de la obra de Platón y Aristóteles. Justiniano, quien deseaba la unidad religiosa para garantizar la hegemonía del Imperio bizantino, dictó un edicto en 529 proscribiendo y prohibiendo la enseñanza de la filosofía griega y obligando a cerrar las escuelas de Atenas, su último asilo.